# 桑田二郎
桑田 二郎（くわた じろう、1935年〈昭和10年〉4月17日 - 2020年〈令和2年〉7月2日）は、日本の漫画家。大阪府吹田市出身で、晩年は茨城県鉾田市（旧鹿島郡大洋村）に居住していた。旧ペンネームは桑田 次郎。絵のシャープな美しさで知られる。代表作は『まぼろし探偵』『月光仮面』『8マン』など。

## 来歴
1935年、大阪府吹田市に生まれる。幼少時は『のらくろ』（田河水泡）や『タンクタンクロー』（阪本牙城）、『長靴の三銃士』（井元水明）等、「少年倶楽部」や「幼年倶楽部」の漫画を愛読していた。1948年、手塚治虫の諸作品に影響されSF冒険漫画『奇怪星團』を描き上げる。原稿を出版社に持ち込み「青雅社」から13歳で貸本漫画デビュー（最年少記録）。病気で職を失った父の代わりに家計を助けるも苦しい生活状況の中で”死”について考えたりする。高校進学がかなわず、中学3年生で単身横浜に越し「少年画報」などで雑誌の漫画を手がけるようになる。
中学卒業後、不安定な漫画の仕事に専念する気になれず、横浜合同通信社という広告代理店に入社し図案部に所属。新聞広告や電車の中吊り広告のイラストを描く。会社で飲酒を覚え精神状態が悪化する。1952年、睡眠薬を飲みナイフで腹を刺し自殺を試みるが未遂に終わる。回復後、睡眠薬の量を2倍に増やし再び自殺を試みるがナイフを使う前に意識不明となり入院。その後、自宅で静養する。精神状態が安定し仕事に復帰する。
同1952年からペン画による絵物語作品を描き始める。中学生の頃からの漫画仲間だった女性と19歳で結婚。1955年、生活安定のため集英社に絵物語を持ち込む。「おもしろブック」編集長に認められ連載を獲得する。横浜合同通信社を退社。1956年、手塚治虫から鉄腕アトムの代筆を依頼される。絵物語の自由度に限界を感じ漫画の世界に戻る。手塚治虫の模倣から始まった絵柄と絵物語の絵柄、さらにアメコミの影響が加わり独自の画風が確立され始める。
1957年、「少年画報」にて『まぼろし探偵』の連載を開始、これが人気作となり、1958年、テレビドラマ『月光仮面』のコミカライズを任される。『月光仮面』はドラマと漫画の双方が大ヒットし劇場映画も作られた。掲載誌の「少年倶楽部」は部数を3倍に伸ばしたと言われる。
翌1959年、『まぼろし探偵』もラジオドラマ化、テレビドラマ化、劇場映画化され、同様に大ヒットを記録した。『Xマン』などマスクヒーローのバリエーション作品を多数執筆。劇画を意識し始め堀江卓や白土三平の作品を参考に手塚系の絵柄からの脱却を図る。
1960年、仕事と夜遊びに明け暮れる桑田の元から妻が去り、再び自殺を考えるようになる。ある時、衝動的に胸にナイフを突き刺したが、心臓には届かず肺に刺さり意識不明となって病院に運ばれ一命を取り留める。ナイフでの自殺を諦め拳銃自殺を考える。中国出身の女性と知り合い中国人ルートで拳銃を入手する。『まぼろし探偵』と『月光仮面』のブームは収束しつつあったが多忙は変わらず、同1960年、高垣眸の時代小説『まぼろし城』のコミカライズ、1961年、SFアクション『ガロロQ』などを手がけ、1962年、真樹日佐夫原作の『軍用犬ヤマト』で週刊漫画誌に進出。仕事に没頭している間は死ぬことを忘れられると自覚し、ひたすら漫画を描く。
1963年より「週刊少年マガジン」で平井和正原作『8マン』の連載を開始。本作はテレビアニメ化されるや否や視聴率が常時30％を超える人気番組となり、多くの関連商品も発売され、桑田の代表作となった。他に『キングロボ』など複数の週刊連載を抱え、遊ぶ暇はおろか睡眠時間もろくに確保出来ぬ生活となる。しかし、1965年に前述の拳銃所持が密告により発覚。銃砲刀剣類所持等取締法（銃刀法）違反で逮捕され、『8マン』ほか全ての連載が打ち切りとなった。
桑田はこの事件により自分は漫画家として息の根を止められたと思ったとのことだが、出版社や原作者は唯一無二の描線を紡ぎ出す桑田の復帰に協力的だった。事件の半年後には平井和正原作『エリート』『超犬リープ』の連載を開始、その後も川内康範原作の『黄色い手袋X』、『バットマン』『ウルトラセブン』『怪奇大作戦』のコミカライズ、平井和正原作の『デスハンター』などを連載、さらに数多くのオリジナルSF中短編を発表した。この時期、拳銃を預けて迷惑をかけた女性に責任を感じ結婚するが、後に離婚している。
1971年頃から人気に翳りが見え始め、執筆量が減少。幼年誌や学年誌などに活動の場を広げるが状況は好転せず。画力は更に向上していったが、計算と技術が先行し作品に熱中出来なくなってしまった自分に気付く。1977年、梶原一騎原作『ゴッド・アーム』の連載終了後、42歳の厄年を境に少年漫画の仕事から身を引き、またもや死を考える日々となる。さらに生命そのものの意味に思いを巡らす。
ある日、綾瀬川の土手で夜明けを迎え黄金色に輝く太陽を目撃し、あまりの美しさに”神”の存在を確信する。以来、毎朝毎夕同じ土手に通い詰め、そこで瞑想することを日課とする。瞑想の中で「見えない次元の存在」から啓示的な「メッセージ」を受け取るなど神秘体験を繰り返す。「メッセージ」の意味を求めて宗教書を読み漁り、般若心経に辿り着き一連の体験を含め漫画化することを思い立つ。しかしそれはすぐには作品として結実せず、海外小説や源氏物語のコミカライズ、オカルト世界の紹介漫画、イラスト、挿絵の仕事などで食い繋ぐ。いずれ自分は自殺するものだと決め込んでいたので過去の作品で得た金は使い果たしてしまっていた。
1985年、経済的に困窮する中で『マンガエッセイでつづる 般若心経』第1巻を描き上げる。この作品は般若心経のサンスクリット原文にまで立ち戻り、一字一句の原意を詳細に解説しつつ、精神世界にリンクする独自解釈を加え、更に無数のボケとツッコミを交えたコミカルなで雰囲気でまとめる、という当時としては前代未聞のコンセプトで、桑田自身もどのような評価を受けるのか想像出来なかったが「売れなかったら餓死すればいいだけ」と覚悟を決める。同1985年、けいせい出版より『般若心経』が発売されると、これが爆発的に売れ版を重ねた。桑田は自分の存在意義を見出し、遂に自殺願望から解放されたと言う。その後も観音経や日月神示などを題材として、20年以上に渡り宗教と精神世界を絡めた「マンガエッセイ」を描き続けた。また、1991年から1994年にかけて宮本武蔵（をモデルとした人物）が宗教的に覚醒していく漫画作品『ムサシ 五輪の書より』を完成させた。
1989年、リム出版から復刻された『8マン』のコミックスが50万部以上の売上を記録。これ以後、桑田次郎作品の再評価が進み、1990年～2000年代にアップルBOXクリエートから50冊以上の作品集、2000年～2010年代にマンガショップから90冊以上の作品集が刊行された。2004年、『8マン』のエピソード「決闘」のリメイクとなる「『血闘』完全編」を単行本のために描き下ろす。これが生涯最後の漫画作品となった。
1980年代後半に東京都内から茨城県鹿島郡大洋村（現茨城県鉾田市）に居を移し平穏な晩年を過ごした。2020年7月2日、老衰のため逝去。享年85歳。

## 作風と人物
- 絵物語作家・岡友彦に師事。兄弟弟子に一峰大二がいる。桑田は一峰と同い年だが兄弟子にあたる。

- 少年漫画作品の多くがヒーローものでありSFの比率は高い。最盛期は1960年代であり、そのときの作風は、いわばアクション洋画のような人物・画面展開と抜群のシャープな描線とによる格調ある画風を持って、当時の洋画SFドラマのような雰囲気があった。いささか、劇画と呼ばれる写実画風の先駆け的である。

- 他の作画のきれいな漫画家の原稿が、印刷物ではわからないがホワイトや切り貼りで描き損じを修正している事が多いのに対し、桑田の原稿は印刷同様の仕上がりだったという。描線の美しさは手塚治虫と双璧と言われていた。病床の手塚に代わって『鉄腕アトム』の代筆を務めたこともある。

- 1966年の週刊少年キング（全43回）および少年画報（全10回）に連載された「バットマン」は、アメリカで再評価され2008年に" Bat-Manga "としてまとめられている。同時期に放映されていたTVシリーズに登場するジョーカーやペンギンなど有名なヴィランは登場せず、DCコミックス版に原典のあるマイナーなヴィランばかりが登場、エピソードも元になった作品があり、それを翻案した物だった。またバットマン:ブレイブ&ボールド#51でアニメ化もされており、わざわざ作られた日本アニメ風オープニングは、8マンのアニメ版オープニングを意識した構成だった。

- 『ウルトラセブン』の漫画を執筆した際は、声のみの登場だったミミー星人の姿を描いたり、特撮版では水面下の部分が見えないアイアンロックスの四脚を持つ全体を描いたり、何をしたかったのか不明のまま終わったテペト星人の心情を明確にさせるなどテレビ版で不明だった点を新たに描き加えるなどオリジナル部分も多く、テレビに比べるとややシリアスな内容だった。エレキングは口が大きく開いて鋭い牙が出ていたが、連載途中でデザインが誤りだったと編集部の訂正記事が掲載され、口が閉じたテレビ版に近い姿に変わっている。

- 仏教を扱った著書を多数残しているが特定の宗教を信仰したり宗教団体に所属することは無かった。自ら悟った”真理”を説明するための手段、すなわち仏教用語で言うところの方便として般若心経や観音経が適していたとのこと[10]。それゆえ真摯な仏教徒から否定的に捉えられることもあり[21]、伝統仏教の書籍と区別するため桑田二郎の著書の紹介文には「精神世界」という単語がしばしば用いられる[22][23]。

## 作品

### 「桑田次郎」時代
（特記無きものは漫画作品）
- 1948年 - 1955年
  - 奇怪星團（青雅社、1948年、描き下ろし単行本）
  - 古塔の決闘（青雅社、1948年、描き下ろし単行本）
  - 拳銃トップ（日昭館書店、1950年、描き下ろし単行本）
  - 魔の人喰い獅子（少年画報社・少年画報、1951年2月号、読切）
  - 走れ幌馬車（少年画報、1951年3月号、読切）
  - 噴火口のターザン（日昭館書店、1951年、描き下ろし単行本）
  - 西部の快男児（日昭館書店、1952年1月、描き下ろし単行本）
  - 宇宙博士（日昭館書店、1952年3月、描き下ろし単行本）
  - たんぽぽ姫（美唄書房、1952年、描き下ろし単行本）
  - チャカモト龍馬（文京出版・探偵王、1952年2月号、読切）
  - 新星ネーブル（探偵王、1952年3月号、読切）
  - 科学魔団（探偵王、1952年4月号、読切）
  - 大秘境（探偵王、1952年5月号 - 1953年2月号、連載）※絵物語
  - 絶海の叫び（時事新報社・漫画と読物、1953年4月号、読切）※絵物語
  - ジャングルZ地点（漫画と読物、1953年7月号、読切）※絵物語
  - くろわし童子（若木書房、1955年、描き下ろし単行本）
  - 宝剣流星丸（若木書房、1955年、描き下ろし単行本）
  - まぼろし怪盗団（金園社、1955年、原作：酒井不二雄、描き下ろし単行本）
  - 快傑金鷲（集英社・おもしろブック、1955年1月号 - 3月号、連載）
  - 竜虎八天狗 水虎の巻（おもしろブック、1955年4月号、原作：吉川英治、読切）
  - 竜虎八天狗 火竜の巻（おもしろブック、1955年5月号、原作：吉川英治、読切）

- 1956年 - 1960年
  - 鉄腕アトム「アルプスの決闘」（光文社・少年、1956年1月、原作：手塚治虫、後半部の代筆）
  - ロケット太郎（おもしろブック、1956 - 1957年、原作：尺丈助、連載）
  - まぼろし小僧（少年画報、1956年3月号 - 8月号、連載）
  - 丹下左膳（おもしろブック、1956年3月号、原作：林不忘、読切）
  - 宇宙怪人（おもしろブック、1956年5月号 - 9月号、連載）
  - 嵐のチャンピオン（少年画報、1956年6月号 - 12月号、連載）
  - 国定忠治（講談社・ぼくら、1956年夏の増刊号、読切）
  -  空の大怪獣ラドン（おもしろブック、1956年10月号、特撮映画の絵物語化、読切）※絵物語・挿絵
  - はやぶさ五郎（ぼくら、1957年1月号 - 5月号、連載）
  - 変相魔人（秋田書店・冒険王、1957年4月号 - 9月号、原作：梶原一騎、連載）
  - 鉄人ブラック（ぼくら、1957年6月号 - 12月号、連載）
  - まぼろし探偵（少年画報、1957年11月号 - 1961年12月号、連載）旧題「少年探偵王」
  - 弾丸トップ（ぼくら、1958年1月号 - 12月号、連載）
  - 巨人16号（冒険王、1958年1月号 - 1959年3月号、連載）
  - 月光仮面（講談社・少年クラブ、1958年5月号 - 1961年10月号、原作：川内康範、連載）
  - 宇宙少年（旺文社・中学時代二年生、1958年、連載）
  - 少年キング（冒険王、1959年4月号 - 7月号、連載）
  - スパーク・ダン（ぼくら、1959年、連載）
  - ベビーテック（集英社・日の丸、1959 - 1961年、連載）
  - まぼろし城（少年クラブ、1960年1月号 - 1961年9月号、原作：高垣眸、連載）
  - Xマン（少年画報、1960年9月号 - 1962年8月号、連載）
  - 電光少年（少年、1960年4月号 - 1961年12月号、連載）

- 1961年 - 1965年（連載・シリーズ）
  - ガロロQ（少年クラブ、1961年9月号 - 1962年12月号、連載）
  - 銀河R3（少年、1962年1月号 - 7月号、連載）
  - 未来の国のケンジ（少年画報、1962年9月号 - 1963年4月号、連載）
  - 軍用犬ヤマト（講談社・週刊少年マガジン、1962年10月7日号 - 1963年1月1日号、原作：真樹日佐夫、連載）
  - 8マン（週刊少年マガジン、1963年5月12日号 - 1965年3月10日号、原作：平井和正、連載）
  - キングロボ（少年画報社・週刊少年キング、1963年10月6日号 - 1964年7月5日号、連載）
  - エスパー3（週刊少年キング、1964年7月12日号 - 10月18日号、連載）
  - パトロールV（家の光協会・子どもの光、1964年8月号 - 1965年4月号、連載）
  - まぼろし探偵（少年画報、1964年11月号 - 1965年4月号、連載）
  - 少年ジュピター（週刊少年キング、1965年1月1日号 - 3月21日号、連載）
  - 20世紀の奇跡（週刊少年マガジン、1965年9月19日号 - 12月26日号、原作：紙屋五平、連載）※絵物語・挿絵
  - エリート（週刊少年キング、1965年8月15日号 - 1966年6月5日号、原作：平井和正、連載）
  - 超犬リープ（秋田書店・まんが王、1965年10月号 - 1967年7月号、原作：平井和正、連載）
  - 8マン（講談社・週刊少年マガジン＆別冊少年マガジン、1965年11月14日号 - 1966年4月15日号、原作：平井和正、読切シリーズ）
  - スペードJ（少年画報、1965年11月号 - 1966年6月号、連載）
  - アンドロイドピニ（日刊スポーツタイムス[24]、1965年、連載）

- 1961年 - 1965年（読切・短期連載）
  - ある殺人計画（集英社・別冊週刊明星、1964年1月1日号、読切）
  - 血と絵具（別冊週刊明星、1964年5月1日号、読切）
  - 一発で殺して（別冊週刊明星、1964年8月1日号、読切）
  - きれいな星空だぜ（別冊週刊明星、1964年10月1日号、読切）
  - 忍法十番勝負「五番勝負」（冒険王、1964年5月号、10人の漫画家による連作の1エピソード）
  - 悪魔博士（少年画報社・別冊少年キング、1964年9月号、読切）
  - スイスイ推理のあけみちゃん（集英社・月刊明星、1964年12月号 - 1965年1月号、連載）
  - 死の山（少年クラブ、1961年1月号、読切）
  - 夢の中の殺人（集英社・別冊週刊明星、1965年1月1日号、読切）
  - 宇宙生命ゴースト（別冊少年キング、1965年8月号、読切）
  - 黒い風（少年画報、1965年10月号、読切）

- 1966年 - 1970年（連載・シリーズ）
  - 黄色い手袋X（週刊少年マガジン、1966年1月1日号 - 12月25日号、原作：川内康範、連載）
  - キングロボ（週刊少年キング、1966年2月号 - 1966年9月号、読切シリーズ）
  - 黄色い手袋X（ぼくら、1966年5月号 - 12月号、原作：川内康範、連載）
  - バットマン（週刊少年キング、1966年6月12日号 - 1967年4月9日号、アメリカン・コミックのリメイク、連載）
  - ミス・コトン（恒文社・週刊F6セブン 1966年11月12日号 - 1967年）
  - 東京Zマン（子どもの光、1967年4月号 - 1970年6月号、連載）
  - 魔王ダンガー（週刊少年キング、1967年4月16日号 - 7月30日号、原作：平井和正、連載）
  - ビッグ・トーリィ（まんが王、1967年9月号 - 1968年3月号、連載）
  - ウルトラセブン（週刊少年マガジン、1967年9月17日号 - 1968年9月15日号、特撮番組のコミカライズ、連載）
  - 豹マン（ぼくら、1968年1月号 - 7月号、連載）特撮番組のコミカライズ
  - 怪奇大作戦（集英社・少年ブック、1968年10月号 - 1969年3月号、特撮番組のコミカライズ、連載）
  - インベーダー（まんが王、1968年4月号 - 6月号、海外ドラマのコミカライズ、連載）
  - イナズマを追う男（プレイボーイ、1969年1月29日号 - 4月22日号）
  - 未来人ケン（旺文社・中三時代、1969年4月 - 7月号、連載）
  - シンゴ（ぼくら、1969年7月号 - 9月号、連載）
  - インテリ五衛門（週刊少年マガジン、1969年10月26日号 - 12月21日号、連載）
  - デスハンター（講談社・週刊ぼくらマガジン、1969年11月18日号 - 1970年8月18日号、原作：平井和正、連載）
  - ミュータント伝（週刊少年マガジン、1970年1月18・25日号 - 6月21日号、連載）
  - リルから来た悪夢（学習研究社・高一コース、1970年4月号 - 7月号、連載）

- 1966年 - 1970年（読切・短期連載）
  - 血をふく壁（別冊週刊明星、1966年1月1日号、読切）
  - 死神さんようコンニチワ！（別冊週刊明星、1966年4月1日号、読切）
  - 猫になった少女（集英社・りぼん、1966年5月1日号、読切）
  - あるボクサーの悲劇（別冊週刊明星、1966年5月31日号、読切）
  - ミス・セブン（別冊週刊明星、1966年8月1日号、読切）
  - フトヒモ（別冊週刊明星、1966年9月20日号、読切）
  - サイゴーボンド登場（別冊週刊明星、1966年10月1日号、読切）
  - 闇の声（芸文社・漫画天国、1966年9月25日号、読切）
  - 血の中に（漫画天国、1966年10月23日号、読切）
  - 少年ジュピター「スパイ・スネークの巻」（別冊少年キング、1967年1月号、読切）
  - 怪獣爆弾（週刊少年マガジン、1967年1月12・22日号 - 2月5日号、原作：紙屋五平、短期連載）
  - 鋼鉄魔人（別冊少年マガジン、1967年9月号、原作：平井和正、読切）
  - 暗殺人形（別冊少年キング、1967年11月号、読切）
  - 奴ら！人間じゃない（別冊少年キング、1968年1月号、読切）
  - 手の中の顔（別冊少年キング、1968年4月号、読切）
  - ピンキー・ピコ（河出書房・カラーコミックス、1968年5月8日号 - 5月15日号、連載）
  - 夢の中の欲望（集英社・プレイボーイ、1968年5月28日号、読切）
  - 再起不能（少年画報社・ヤングコミック、1968年6月11日号、読切）
  - 殺しの部屋（ヤングコミック、1968年6月25日号、読切）
  - 吸血女（別冊プレイボーイ COMICS特集 クレイジー、1968年6月30日号、読切）
  - 人工女体第1号（ヤングコミック、1968年7月9日号、読切）
  - さいごの秘密兵器（プレイボーイCUSTOM、1968年7月15日号、読切）
  - 感覚転移（ヤングコミック、1968年7月23日号、読切）
  - サボテン（週刊少年キング、1968年8月6日号、読切）
  - 般若（冒険王、1968年8月号、読切）
  - わたしは殺さない（秋田書店・プレイコミック、1968年8月25日号、読切）
  - 運命は狂わなかった（別冊プレイボーイ COMICS特集 クレイジー、1968年8月30日号、読切）
  - へんなゴートー（虫プロ商事・COM、1968年8月号、読切）
  - 4⇔2（ヤングコミック、1968年9月10日号、読切）
  - 死刑執行期間一年（プレイコミック、1968年9月25日号、読切）
  - 骨は語った（別冊プレイボーイ COMICS特集 クレイジー、1968年10月30日号、読切）
  - トゲ人間（ぼくら、1968年11月号、読切）
  - サングラスをはずさないで（ヤングコミック、1968年12月10日号、読切）
  - 焼死体（プレイコミック、1968年12月10日号、読切）
  - 眠狂四郎 悪魔祭（プレイボーイ COMICS クレイジー、1968年12月30日、原作：柴田錬三郎、読切）
  - 正夢（プレイコミック、1969年1月25日号、読切）
  - ゴーカム ～宇宙のラブハンター～（ヤングコミック、1969年2月11日号、読切）
  - 凶銃ワルサーP38（プレイボーイ COMICS クレイジー、1969年2月28日号、読切）
  - タイムマシン（ぼくら、1969年4月号、読切）改題「八十万年後の世界」
  - 同胞（増刊プレイコミック、1969年5月15日号、読切）
  - 大復活（週刊少年マガジン、1969年5月18日号、読切）
  - 囚人船（別冊少年マガジン、1969年6月号、読切）
  - 殺人許可証（週刊少年キング、1969年7月13日号、読切）
  - しみ（光文社・女性自身 1969年8月増刊号、読切）
  - 月は地獄（週刊少年マガジン、1969年8月10日 - 8月17日号、原作：ジョン・W・キャンベル、小説のコミカライズ、短期連載）
  - 水せい人（週刊少年キング、1969年8月17日号、読切）
  - 暗闇の眼（別冊少年マガジン、1969年8月 - 9月号、短期連載）
  - 人類ならぬ人間（週刊少年キング、1969年9月14日号、読切）
  - 月は生きていた（別冊少年キング、1969年10月号、読切）
  - 呪われた森（別冊冒険王 秋季号、1969年11月15日、読切）改題「大魔境」
  - 地底にうごめく（まんが王、1970年3月号、読切）
  - 地獄風景（週刊少年キング、1970年5月17日号 - 6月14日号、原作：江戸川乱歩、小説のコミカライズ、短期連載）
  - 牙のない牙（週刊少年キング、1970年12月6日号 - 1971年1月1日号、短期連載）
  - ぼくは超能力者だあ（和泉製菓・ウインナチョコレート ミニチョコマガジン、1970年）

- 1971年 - 1975年
  - カワリ大いに笑う！（週刊少年マガジン、1971 - 1972年、原作：牛次郎、連載）
  - おれは石松だ（中三時代、1971年4月号 - 1972年3月号、連載）
  - 月光仮面（別冊少年キング、1971年9月号 - 1972年2月号、連載）
  - 怪少年ジュン（週刊少年マガジン、1972年、連載）
  - からだの中のアイツ（中三時代、1972年4月号 - 1973年3月号、連載）
  - あやつり人形（女性自身、1972年7月1日号 - 7月15日号、短期連載）
  - 電人Xマン（講談社・テレビマガジン、1973年、連載）
  - 流星人間ゾーン（講談社・たのしい幼稚園、1973年7月 - 9月号、特撮番組のコミカライズ、連載）
  - 学園名主（中三時代、1973年10月号 - 1974年3月号、連載）
  - 怪奇トンネル（週刊少年キング、1974年1月7日号、『発狂トンネル』改題、読切）
  - ミス・アイデアル（平凡出版・ポケットパンチOh!、1974年2月増刊号、読切）
  - 明日への悪夢（ポケットパンチOh!、1974年4月増刊号、読切）
  - 痴女の宴（少年画報社・漫画ボン、1975年1月号、読切）
  - まびき沼（平凡出版・平凡パンチ臨時増刊、1975年2月5日号、読切）
  - リングのタカ王（別冊少年マガジン、1975年2月号 - 11月号、原作：史村翔、連載）
  - アラン・ドロンのゾロ（秋田書店・月刊少年チャンピオン、1975年8月号、映画のコミカライズ、読切）
  - ミスター・ノーボディ（月刊少年チャンピオン、1975年11月号、映画のコミカライズ、読切）

- 1976年 - 1980年
  - ローズバッド（月刊少年チャンピオン、1976年2月号、映画のコミカライズ、読切）
  - ゴッド・アーム（小学館・週刊少年サンデー、1976年5月2日号 - 1977年7月17日号、原作：梶原一騎、連載）
  - カメレオン（徳間書店・別冊テレビランド、1976年12月号 - 1977年4月号、隔月連載）
  - 名探偵シンキングマシン 完全脱獄（主婦の友社、1978年、原作：ジャック・フットレル、小説のコミカライズ、描き下ろし単行本）
  - マラコット深海（主婦の友社、1978年、原作：コナン・ドイル、小説のコミカライズ、描き下ろし単行本）
  - 自殺のしかた教えます（小学館・ビッグコミック、1978年5月23日増刊号、読切）
  - 秘密のトレーニング（廣済堂出版、1978年、著者：藤本憲幸、単行本）※挿絵
  - 宇宙の放浪者 フーテンベラ号（みのり書房・月刊Peke、1978年9月号 - 1979年1月号、連載）
  - 人には親切を！（小学館・GORO、1978年10月号、読切）
  - 悪夢の使者（朝日ソノラマ・マンガ少年 SF&ファンタジーマンガ特集号、1978年11月25日、読切）
  - ヤマトの亡霊（潮書房・丸、1979年2月号、読切）
  - 失われたムー大陸（大陸書房、1979年12月15日、描きおろし単行本）
  - ブラックホールX（大陸書房、1980年4月13日、描きおろし単行本）
  - 新エイトマン（光文社・ポップコーン、1980年6月号、読切）

- 1981年 - 1985年
  - 源氏物語（暁教育図書、1982年5月1日 - 10月1日、構成：辻真先、描き下ろし単行本）全3巻
  - 意撫と阿陀夢 現代曼陀羅（ノーベル書房、1984年、描き下ろし単行本）※画集
    - （改訂）FANTASIC LAGE ふぁんたじっく・らーげ（サン出版、2000年、描き下ろし単行本）※画集

  - 完全犯罪ゲーム（西東社、1985年6月30日、著者：桜井一、単行本）※挿絵

### 「桑田二郎」時代
（特記無きものは漫画エッセイの描きおろし単行本）
- 1985年 - 2010年
  - マンガエッセイでつづる般若心経（けいせい出版、1985年2月25日 - 8月10日）全3巻
    - （改訂）マンガで読む般若心経（廣済堂出版、1990年）全3巻
    - （改訂）絵で読む般若心経（ブックマン社、2000年）全2巻

  - 死の底から這い上がって掴んだ“霊と魂”の書 人間、死んだらどうなる（文化創作出版、1986年5月）※エッセイ
  - 般若心経の霊妙力 カルマがつくる、あなたの運命と宿命（主婦と生活社、1986年7月）
  - 般若心経瞑想法入門 あなたに幸運をもたらす仏の知恵（主婦と生活社、1987年2月）※エッセイ
  - マンガエッセイでつづる魂の目 観音経に秘められた色即是空（けいせい出版、1987年5月）全4巻（未完）
    - （改訂）マンガで読む観音経（廣済堂出版、1990年）全4巻（完結）
    - （改訂）マンガで解きあかす観音経（マンガショップ、2010年7月）

  - 観音さまの正体 霊力と功徳の宝庫・観音経（佼成出版社、1987年10月）
  - 高野聖・婦系図（ 暁教育図書、原作：泉鏡花、構成：三上修平、1988年8月、描き下ろし単行本）※漫画
  - 古事記の大霊言 神話に秘められた現代人への警告!（主婦と生活社、1989年9月）
  - 神次元の書 人の掟から天の掟へ（廣済堂出版、1989年6月）
  - 8マン「魔人コズマ」最終回（リム出版「8マン 完全復刻版」第6巻、1990年3月30日、描き下ろしエピソード、執筆は1980年頃[25]）※漫画
  - 天の岩戸ものがたり（サンブリッジ、1990年、描き下ろし単行本）※漫画（未完）
  - ムサシ 五輪の書より（ノーベル書房、1991 - 1994年、描き下ろし単行本）全5巻 ※漫画
  - 般若心経への道（ロングセラーズ、1991年）全3巻
  - マンガ チベット死者の書（講談社、1991年）
  - マンガ 釈迦の真言 悩みから悟りへ（講談社、1991年）
  - 言霊 ひつく神示のなぞことば（潮文社、1993年）全3巻
  - 天地をつなぐ覚醒の書 「マンガ般若心経」の原点（金花舎、1994年1月）
  - あの世が愉しみ マンガエッセイでつづる死と生の書（廣済堂出版、1995年）
  - 死と生の書 天界への道 マンガエッセイでつづる魂の救済（廣済堂出版、1995年11月）
  - ピンキー・ピコ 第3話（アップルBOXクリエート・少年なつ漫王 第20号、1996年3月20日、執筆は1968年、連載・未完）※漫画
  - マンガ・ヨハネの黙示録入門（風塵社、1996年6月20日）
  - 般若心経の霊験 “いのち"とは。ほんとうの幸せとは（主婦と生活社、1996年11月）
  - マンガ・エッセイ 法華経 魂のことば（たま出版、1998年1月）
    - （改訂）マンガで解きあかす法華経（マンガショップ、2011年1月20日）

  - 走れ!エイトマン（筑摩書房、1998年6月）※エッセイ（自伝）
  - 天と地の創造 旧約聖書に秘められたいのちの真理（さんが出版、1998年11月）
  - マンガで読む論語（廣済堂出版、2002年）
  - マンガで読む消極的人生のすすめ（コスミック出版、2002年12月）
  - 新訳般若心経 あるがままの"いのち"の姿（コスミック出版、2003年3月）
  - マンガで悟れる般若心経（ロングセラーズ、2003年）全3巻
  - 絵とき「般若心経」の世界 あなたの「守り本尊」とご利益（祥伝社、2004年2月）
  - エイトマン「『血闘』完全編」（英知出版「新作2004年度版エイトマン＆絶対読めない幻の読み切り傑作選'69」、2004年6月24日、原作：加納一朗、読切）※漫画
  - 写仏 塗り絵般若心経（道出版、2006年6月）※イラストと塗り絵
  - マンガで解きあかす般若心経のナゾ言葉（マンガショップ、2010年5月、過去の般若心経シリーズを再構成）
  - マンガ 心が強くなる「般若心経」（三笠書房、2010年10月）

### その他
- 健康たっしゃか村 ブランドキャラクターデザイン（1991年）[26]※イラスト
- It's tehodoki! 般若心経入門（ バーンハウスエフェクト[27]、2007年、ニンテンドーDS用ゲーム）※画・監修